# McCormick (Carolina del Sur)
McCormick es un pueblo situado en el condado de McCormick, Carolina del Sur, Estados Unidos. Tiene una población estimada, a mediados de 2023, de 2050 habitantes.
Es la sede del condado.

## Geografía
La localidad está ubicada en las coordenadas 33°54′46″N 82°17′15″O / 33.91278, -82.28750 (33.91284, -82.287591). Según la Oficina del Censo, tiene una superficie de 10.49 km², correspondientes en su totalidad a tierra firme.

## Demografía

### Censo de 2020
Según el censo de 2020, en ese momento había 2232 personas residiendo en la localidad.
| Raza                   | Núm. | Porc.   |
| ---------------------- | ---- | ------- |
| Afroamericanos         | 1474 | 66.04%  |
| Blancos                | 668  | 29.93%  |
| Amerindios             | 2    | 0.18%   |
| Asiáticos              | 10   | 0.45%   |
| De otras razas         | 25   | 1.12%   |
| De una mezcla de razas | 51   | 2.28%   |
| Total                  | 2230 | 100.00% |

Del total de la población, el 1.57% eran hispanos o latinos de cualquier raza.

### Estimación 2018-2022
De acuerdo con la estimación 2018-2022 de la Oficina del Censo, los ingresos medios de los hogares de la localidad son de $37,568 y los ingreso medios de las familias son de $51,875. Alrededor del 26.1% de la población está por debajo de la línea de pobreza nacional.